# 깊은 숲에서
《깊은 숲에서》(프랑스어: La Forêt)는 2017년 5월 30일부터 2017년 6월 14일까지 프랑스 3에서 방영한 텔레비전 드라마이다.

## 출연
- 사뮈엘 라바르트
- 쉬잔 클레망
- 알렉시아 바를리에
- 프레데리크 디펜탈
- 파트리크 리드르몽
- 니콜라 마리에